# Isla Bridgeman

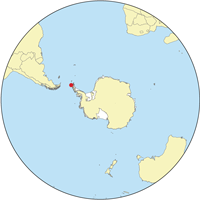
Situación de la isla Bridgeman.

Mapa de las islas Shetland del Sur.

La isla Bridgeman o isla de Bridgemans o isla Helena, es parte del archipiélago de las islas Shetland del Sur en la Antártida. Se ubica a 62°04′S 056°44′O / -62.067, -56.733 a 23 millas (37 km) al este de la isla Rey Jorge (25 de Mayo).
La isla, que es de origen volcánico, tiene forma casi circular y sus laderas son escarpadas, de 0,5 millas de diámetro y 240 m alto. La isla Bridgeman es el resto de un antiguo volcán mucho más grande, que ahora está en gran parte sumergido, se encuentra muy erosionado y no muestra rasgos jóvenes. Los informes de siglo XIX sobre fumarolas activas se refieren a la mucho más joven isla Pingüino.
La denominación de isla Bridgeman se remonta a aproximadamente el año 1820. En una carta chilena de 1953, figuró como isla Bridgerman.

## Reclamaciones territoriales

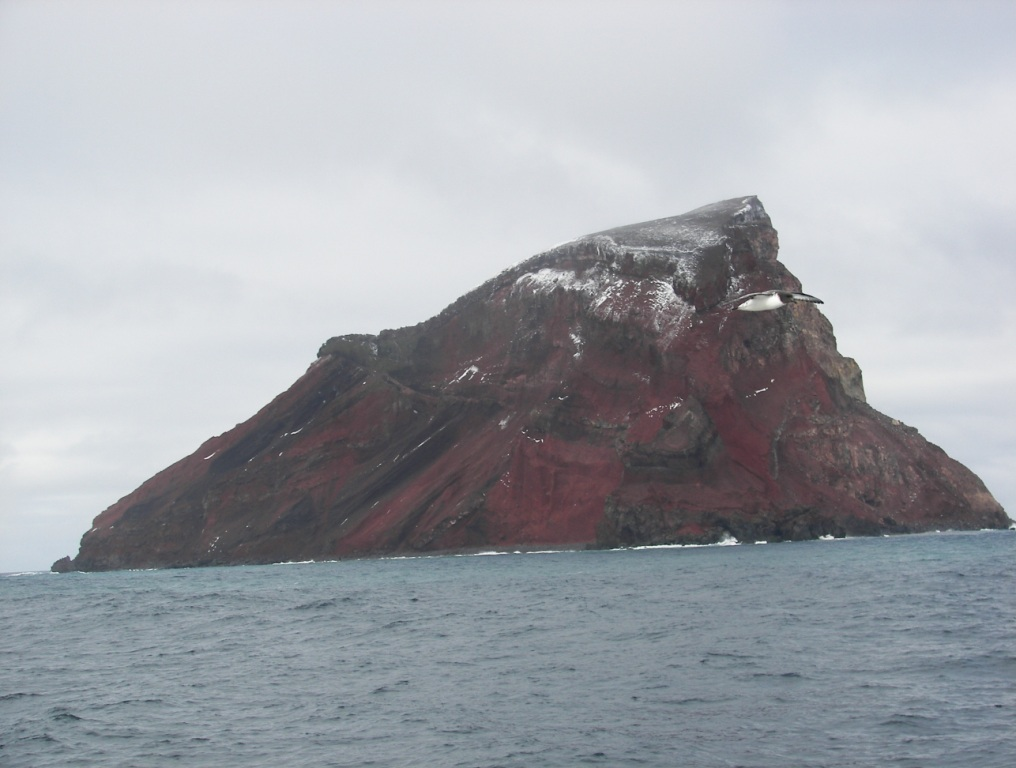
Isla Bridgeman

Argentina incluye a la isla en el departamento Antártida Argentina dentro de la provincia de Tierra del Fuego, Antártida e Islas del Atlántico Sur; para Chile forma parte de la comuna Antártica de la provincia Antártica Chilena dentro de la Región de Magallanes y de la Antártica Chilena; y para el Reino Unido integra el Territorio Antártico Británico. Las tres reclamaciones están sujetas a las disposiciones del Tratado Antártico.
Nomenclatura de los países reclamantes: 
- Argentina: isla Bridgeman
- Chile: isla Bridgeman
- Reino Unido: Bridgeman Island